# Oczy czarne (film)
Oczy czarne (oryg. Oci ciornie) – włosko-radziecki melodramat z 1987 roku w reżyserii Nikity Michałkowa, zrealizowany na podstawie opowiadań Antona Czechowa.
Zdjęcia kręcono w Moskwie, Petersburgu, Kostromie, Rzymie i Montecatini Terme.

## Główne role
- Marcello Mastroianni - Romano
- Marthe Keller - Tina, kochanka Romano
- Jelena Safonowa - Anna Siergiejewna, żona gubernatora
- Wsiewołod Łarionow - Paweł (pasażer statku)
- Innokientij Smoktunowski - gubernator
- Paolo Baroni - Manlio
- Oleg Tabakow - Sua Grazia
- Dmitrij Zołotuchin - Konstantin
- Silvana Mangano - Elisa, żona Romano
- Pawieł Kadocznikow - petersburski urzędnik

i inni

## Nagrody i nominacje
Oscary za rok 1987
- Najlepszy aktor pierwszoplanowy - Marcello Mastroianni (nominacja)